# Ljusbukig myrsmyg
Ljusbukig myrsmyg (Myrmotherula assimilis) är en fågel i familjen myrfåglar inom ordningen tättingar.

## Utseende och läte
Ljusbukig myrsmyg är en liten och kortstjärtad myrsmyg. Hanen är grå med vita vingbad. Honan är gråbrun ovan och beige under, med beigefärgade vingband. Sången består av en snabb drill som faller mot slutet.

## Utbredning och systematik
Fågeln förekommer på öar i Amazonfloden och dess större bifloder. Den delas in i två underarter med följande utbredning:
- Myrmotherula assimilis assimilis – östra Peru, västra Brasilien och norra Bolivia
- Myrmotherula assimilis transamazonica — nordcentrala Brasilien

## Levnadssätt
Ljusbukig myrsmyg hittas i översvämmade skogar och på flodöar. Där ses den i undervegetationen.

## Status och hot
Arten har ett stort utbredningsområde, men tros minska i antal, dock inte tillräckligt kraftigt för att den ska betraktas som hotad. Internationella naturvårdsunionen IUCN listar arten som livskraftig (LC).